# Vientos polares del Este

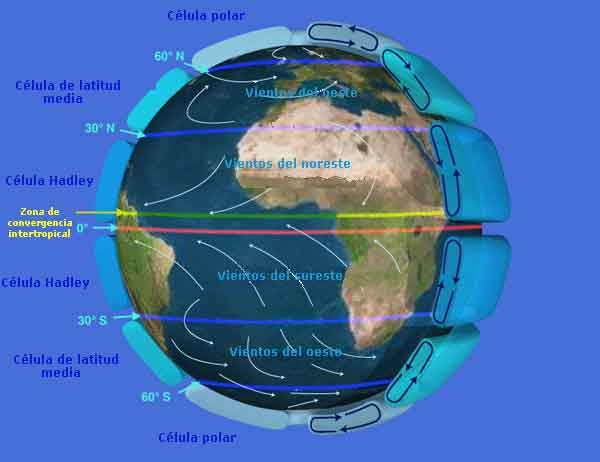
Circulación general en la atmósfera terrestre con la célula de Hadley subtropical, la célula de Ferrel y la célula polar.

Los vientos polares del este (también conocidos como células de Hadley polares) son vientos preponderantes fríos y secos que soplan desde zonas de alta presión de las alturas polares en los polos Norte y Sur hacia las zonas de baja presión dentro de los Vientos del oeste a altas latitudes. El aire frío amaina en el polo creando la alta presión, forzando un flujo de aire hacia el sur (en el Hemisferio Norte) o hacia el norte (en el hemisferio Sur) hacia el ecuador; ese flujo es entonces desviado hacia el oeste por el efecto de Coriolis. los vientos del oeste en las latitudes medias, los vientos del Este polares son a menudo débiles e irregulares. Estos vientos preponderantes soplan desde el Este hacia el Oeste.
Los vientos del Este del polo se elevan 10 kilómetros por encima de la superficie terrestre. Las células de Hadley también reciben el nombre de alisios y van hacia el Este, recibiendo su nombre por George Hadley quien los describió por vez primera en 1753.